# بيرتا كاستلز
بيرتا كاستلز (بالإسبانية: Berta Castells Franco)‏ هي منافسة ألعاب القوى إسبانية، ولدت في 24 يناير 1984 في Torredembarra ‏ في إسبانيا.

## وصلات خارجية
- بيرتا كاستلز على موقع الاتحاد الدولي لألعاب القوى (الإنجليزية)
- بيرتا كاستلز على موقع الاتحاد الأوروبي لألعاب القوى (الإنجليزية)
- بيرتا كاستلز على موقع اللجنة الأولمبية الدولية (الإنجليزية)
- بيرتا كاستلز على موقع أوليمبيديا (الإنجليزية)
- بيرتا كاستلز على موقع اللجنة الأولمبية الإسبانية (الإسبانية)
- بيرتا كاستلز على موقع IMDb (الإنجليزية)